# El Lobo
El Lobo is een Spaanse film uit 2004, geregisseerd door Miguel Courtois. De film vertelt het waargebeurde verhaal van Mikel Lejarza, die vooral bekend werd onder zijn bijnaam "El Lobo". 

## Verhaal
In de jaren 70 wordt de Baskische bouwvakker Txema (Eduardo Noriega) gearresteerd vanwege zijn connecties met enkele terroristen die net een moord hebben gepleegd. De Spaanse geheime dienst ziet in hem de ideale kandidaat om de terreurgroep ETA te infiltreren. Txema heeft weinig interesse, maar zijn financiële situatie dwingt hem er uiteindelijk toe hun geld aan te nemen en de missie te aanvaarden.

## Rolverdeling
| Acteur          | Personage |
| --------------- | --------- |
| Eduardo Noriega | El Lobo   |
| José Coronado   | Ricardo   |
| Mélanie Doutey  | Amaia     |
| Silvia Abascal  | Begoña    |
| Santiago Ramos  | Pantxo    |
| Patrick Bruel   | Nelson    |
| Jorge Sanz      | Asier     |
| Manuel Zarzo    | Matías    |

## Ontvangst

### Prijzen en nominaties
Een selectie:
| Jaar | Evenement                      | Categorie                | Genomineerde                              | Resultaat   |
| ---- | ------------------------------ | ------------------------ | ----------------------------------------- | ----------- |
| 2005 | Premios Goya (19de uitreiking) | Beste acteur             | Eduardo Noriega                           | Genomineerd |
| 2005 | Premios Goya (19de uitreiking) | Beste vrouwelijke bijrol | Silvia Abascal                            | Genomineerd |
| 2005 | Premios Goya (19de uitreiking) | Beste montage            | Guillermo S. Maldonado                    | Gewonnen    |
| 2005 | Premios Goya (19de uitreiking) | Beste productieontwerp   | Miguel Torrente, Cristina Zumárraga       | Genomineerd |
| 2005 | Premios Goya (19de uitreiking) | Beste speciale effecten  | Reyes Abades, Jesús Pascual, Ramón Loreno | Gewonnen    |